# Franco Munari
Franco Munari (Pernumia, 9 febbraio 1920 – Berlino, 29 marzo 1995) è stato un filologo classico e traduttore italiano.

## Biografia
Figlio di un medico di campagna, sin da piccolo si rivelò dotato di uno straordinario talento per le lingue classiche e pubblicò nel 1934, appena quattordicenne, una traduzione in versi dell'Eneide di Virgilio. All'età di 15 anni superò l'esame di ammissione presso la Scuola Normale Superiore e vi seguì i corsi di filologia classica, archeologia e storia antica. Particolarmente influente fu il professore di filologia Giorgio Pasquali, con il quale Munari si laureò, nell'estate del 1939, all'età di 19 anni. Munari rimase quindi per un anno come assistente volontario di Pasquali all'Università di Firenze.
Con l'ingresso dell'Italia nella seconda guerra mondiale (1940) Munari dovette interrompere la carriera accademica per arruolarsi come ufficiale nel corpo degli Alpini. Dopo l'armistizio tra gli Alleati e l'Italia, fu fatto prigioniero dai tedeschi nel 1943 e fino all'ottobre 1945 fu detenuto in un campo di internamento.
Nel 1946 Munari riprese il suo incarico presso l'Università di Firenze. Nel 1950 era nuovamente assistente di Pasquali, dopo un'interruzione dal 1948 al 1949, essendo stato British Council Scholar presso l'Università di Oxford, dove conobbe il filologo Eduard Fraenkel, con il quale avrebbe condiviso una lunga amicizia. Nonostante l'interessamento di Fraenkel e Pasquali, Munari non riuscì a ottenere una cattedra di filologia classica in Italia. Nel 1950 si recò in Svezia dove divenne docente di italiano presso le Università di Uppsala e Stoccolma. Ciononostante mantenne i contatti con i suoi amici e parenti in Italia per il resto della sua vita. Si sposò con una donna svedese, Maj (morta nel 2005). Nel 1955 si recò ancora una volta a Firenze per conseguire la libera docenza in letteratura latina. Attraverso l'aiuto di Eduard Fraenkel e Wolfgang Schmid dell'Università di Bonn, nel 1957 ottenne un lettorato in Svezia.
Nel 1961 venne nominato a Bonn come professore associato. Nello stesso tempo gli venne offerta una cattedra alla Libera Università di Berlino nel Dipartimento di Discipline Classiche, resasi vacante a seguito della morte di Georg Rohde. Munari accettò l'incarico e incominciò il suo insegnamento a Berlino nel 1962. Vi rimase per più di un quarto di secolo e in questo periodo respinse le chiamate provenienti da altre università: nel 1964 dalle Università di Pavia, Messina e Firenze, nel 1965 dall'Università di Yale e da quella di Chapel Hill, nel 1966 e 1969 rispettivamente dall'Università di Bochum e da quella di Amburgo. Il 31 marzo 1988, divenne professore emerito.
Nella primavera del 1995, Munari morì all'età di 75 anni dopo una lunga malattia. La sua biblioteca venne donata all'Università di Greifswald.

## Opere principali

### Edizioni e traduzioni
- Virgilio, L' Eneide, versione poetica di Franco Munari, Padova, Tip. La Garangola, 1934
- Ovidio, Amores, testo, introduzione, traduzione e note di Franco Munari, Firenze, La nuova Italia, 1951
- Marco Valerio, Bucolica, a cura di Franco Munari, Firenze, Vallecchi, 1955
- Epigrammata bobiensia, detexit Augusto Campana, edidit Franco Munari, Roma, Edizioni di Storia e letteratura, 1955

### Monografie
- Ovid im Mittelalter, Zurich-Stuttgart, Artemis, 1960
- Il codice Hamilton 471 di Ovidio: Ars amatoria, Remedia amoris, Amores, Roma, Edizioni di storia e letteratura, 1965